# Benkara microcarpa
Benkara microcarpa är en måreväxtart som först beskrevs av Friedrich Gottlieb Bartling och Dc., och fick sitt nu gällande namn av Colin Ernest Ridsdale. Benkara microcarpa ingår i släktet Benkara och familjen måreväxter.
Artens utbredningsområde är Filippinerna. Inga underarter finns listade i Catalogue of Life.